# SsangYong Kyron
SsangYong Kyron er en mellemstor SUV fra den sydkoreanske bilfabrikant SsangYong. Bilen er udstyret med en 2,0-liters dieselmotor med dele fra Mercedes-Benz, en effekt på 104 kW (141 hk) og et drejningsmoment på 310 Nm. Bilen var designet af MG-designeren Ken Greenly.
Siden 2007 har Kyron kunnet købes med den robuste XDi270-dieselmotor med en effekt på 121 kW (165 hk) og et drejningsmoment på 340 Nm. Begge motorer, både XDi200 og XDi270, er commonrail-turbodieselmotorer af tredje generation. Indsprøjtningssystemet sørger for effekt og lavt brændstofforbrug samt lavt CO2-udslip. Dette tredje generations commonrail-indsprøjtningssystem arbejder med en 32 bit-platform, og ikke på anden generations 16 bit-platform.
Kyron har overgået salgsforventningerne og er blevet en succes i Europa, især Italien. I Kina bygges modellen i modificeret form under navnet Roewe W5.
- Kyron bagfra
- Den faceliftede Kyron forfra
- Den faceliftede Kyron bagfra